# بلچلی
بلچلی (به انگلیسی: Bletchley) شهری در کشور انگلستان است که این کشور خود بخشی از بریتانیا محسوب می‌شود. این شهر در سال ۱۹۹۱ میلادی ۴۱٫۴۳۵ نفر جمعیت داشته و در سرشماری سال ۲۰۰۱ جمعیت آن به ۴۷٫۱۷۶ نفر رسیده‌است. میزان رشد سالانهٔ جمعیت بلچلی ‎۱٫۲ درصد می‌باشد و جمعیت این شهر در سال ۲۰۱۲ به ۵۳٫۷۶۷ نفر تغییر یافت.